# Сентушка
Сентушка — река в России, протекает по Нерехтскому району Костромской области. Устье реки находится в 11 км от устья Керы по левому берегу. Длина реки составляет 14 км.
На реке расположены деревни Зарвино и Красное Сумароково Волжского сельского поселения.

## Данные водного реестра
По данным государственного водного реестра России относится к Верхневолжскому бассейновому округу, водохозяйственный участок реки — Волга от города Кострома до Горьковского гидроузла (Горьковское водохранилище), без реки Унжа, речной подбассейн реки — Волга ниже Рыбинского водохранилища до впадения Оки. Речной бассейн реки — (Верхняя) Волга до Куйбышевского водохранилища (без бассейна Оки).
Код объекта в государственном водном реестре — 08010300412110000013377.